# Nico Herzig
Nico Herzig (ur. 10 grudnia 1983 w Pößneck) – niemiecki piłkarz występujący na pozycji obrońcy. Zawodnik Alemannii Akwizgran.

## Kariera
Herzig jako junior grał w zespołach SV Sparneck, Bayern Hof oraz FC Carl Zeiss Jena. W 2001 roku trafił do angielskiego Wimbledonu. Po 3 latach powrócił do Niemiec, gdzie związał się kontraktem z Wackerem Burghausen grającym w 2. Bundeslidze. Zadebiutował tam 7 sierpnia 2004 roku w zremisowanym 1:1 pojedynku z Karlsruher SC. 26 października 2004 roku w wygranym 2:0 ligowym spotkaniu z SpVgg Unterhaching strzelił pierwszego gola w 2. Bundeslidze. Przez 2 lata w barwach Wackera rozegrał 57 spotkań i zdobył 5 bramek.
W 2006 roku Herzig przeszedł do Alemannii Akwizgran z Bundesligi. W tych rozgrywkach pierwszy mecz zaliczył 12 sierpnia 2006 roku przeciwko Bayerowi 04 Leverkusen (0:3). 10 grudnia 2006 roku w wygranym 2:1 spotkaniu z VfL Wolfsburg zdobył pierwszą bramkę w Bundeslidze. W 2007 roku spadł z zespołem do 2. Bundesligi. W Alemannii występował jeszcze przez rok.
W 2008 roku został zawodnikiem pierwszoligowej Arminii Bielefeld. Zadebiutował tam 20 września 2008 roku w wygranym 2:0 ligowym pojedynku z 1. FC Köln. W 2009 roku spadł z klubem do 2. Bundesligi. W sierpniu tego samego roku wrócił do Alemanii.